# Era (cronologia)
Uma era é um período definido para fins de cronologia ou historiografia, como as eras de reinado na história de uma determinada monarquia, uma era de calendário usada para um determinado calendário ou as eras geológicas definidas para a história da Terra.
Termos comparáveis são época, idade, período, saeculum, éon (aion, em grego) e Iuga em sânscrito.

## Etimologia
A palavra é usada em inglês desde 1615 e é derivada do latim tardio aera "uma era ou época a partir da qual o tempo é contado", provavelmente idêntica ao latim æra "contadores usados para cálculo", plural de æs "latão, dinheiro".
O uso da palavra latina na cronologia parece ter começado na Espanha visigótica do século V, onde aparece em História de Isidoro de Sevilha e em textos posteriores. A era hispânica é calculada a partir de 38 a.C., talvez devido a um imposto (cfr. indicção) cobrado naquele ano, ou devido a um erro de cálculo da Batalha de Áccio, que ocorreu em 31 a.C.
Assim como época, "era" significava originalmente "o ponto de partida de uma era". O significado de "sistema de notação cronológica" é de c. 1646, o de "período histórico" é de 1741.

## Uso em cronologia
Na cronologia, uma "era" é o nível mais alto para a organização da medição do tempo. Uma "era de calendário" indica um período de muitos anos numerados que começam em uma data de referência específica (época), que geralmente marca a origem de um estado político ou cosmologia, dinastia, governante, o nascimento de um líder, outro evento histórico ou mitológico significativo. Comumente, ela é chamada de acordo com seu foco, como em "Era Vitoriana".

### Era geológica
Nas ciências naturais de larga escala, há necessidade de outra perspectiva de tempo, independente da atividade humana e que, de fato, abranja um período muito mais longo (principalmente pré-histórico), em que "era geológica" se refere a períodos bem definidos. A próxima divisão maior do tempo geológico é o éon. O éon fanerozoico, por exemplo, é subdividido em eras. Atualmente, há três eras definidas no fanerozoico. A tabela a seguir as relaciona da mais nova para a mais antiga (AP é uma abreviação de "antes do presente").
| Era        | Início (milhões de anos AP) | Início (milhões de anos AP) |
| ---------- | --------------------------- | --------------------------- |
| Cenozoica  | 66,038                      | N/A                         |
| Mesozoica  | 252,17                      | 66,038                      |
| Paleozoica | 542                         | 252,17                      |

Os éons Proterozoico e Arqueano mais antigos também são divididos em eras.

### Era cosmológica
Para períodos na história do universo, o termo "idade" é normalmente preferido, mas "era" é usado, por exemplo, para a "Era Estelífera".

### Eras de calendário
As eras do calendário contam os anos desde uma determinada data (época), geralmente uma data com significado religioso. Anno mundi (ano do mundo) refere-se a um grupo de eras do calendário com base em um cálculo da idade do mundo, supondo que ele tenha sido criado conforme descrito no Livro de Gênesis. Em contextos religiosos judaicos, uma das versões ainda é usada, e muitos calendários religiosos ortodoxos orientais usaram outra versão até 1728. O ano hebraico 5772 AM começou ao pôr do sol de 28 de setembro de 2011 e terminou em 16 de setembro de 2012. Na igreja ocidental, o Anno Domini (AD, também escrito CE), que conta os anos desde o nascimento de Jesus com base em cálculos tradicionais, sempre foi dominante.
O calendário islâmico, que também tem variantes, conta os anos a partir da Hégira ou emigração do profeta islâmico Maomé de Meca para Medina, que ocorreu em 622 d.C. O ano islâmico tem alguns dias a menos do que 365. Janeiro de 2012 foi 1433 AH ("Após a Hégira").
Por um período que vai de 1872 até a Segunda Guerra Mundial, os japoneses usaram o sistema de ano imperial (kōki), contando a partir do ano em que o lendário imperador Jimmu fundou o Japão, que ocorreu em 660 a.C.
Muitos calendários budistas contam a partir da morte do Buda, que, conforme os cálculos mais comumente usados, foi em 545-543 a.C. ou 483 a.C. As datas são indicadas como "BE" para "Era Budista", 2000 d.C. foi 2543 BE no calendário solar tailandês.
Outras eras de calendário do passado eram contadas a partir de eventos políticos, como a era selêucida e a antiga era romana ab urbe condita ("AUC"), contada a partir da fundação da cidade.

### Eras de reinado
A palavra era também denota as unidades usadas em um sistema diferente e mais arbitrário, em que o tempo não é representado como um continuum infinito com um único ano de referência, mas cada unidade começa a contar a partir de um, como se o tempo começasse novamente. O uso de anos de reinado é um sistema pouco prático e um desafio para os historiadores se uma única parte da cronologia histórica estiver faltando, e reflete geralmente a preponderância na vida pública de um governante absoluto em muitas culturas antigas. Essas tradições, às vezes, sobrevivem ao poder político do trono e podem até mesmo se basear em eventos mitológicos ou governantes que podem não ter existido (por exemplo, Roma numerada a partir do governo de Rômulo e Remo). De certa forma, o uso da suposta data do nascimento de Cristo como ano-base é uma forma de era.
No Leste Asiático, o reinado de cada imperador pode ser subdividido em vários períodos de reinado, cada um sendo tratado como uma nova era. O nome de cada um deles era um lema ou slogan escolhido pelo imperador. Diferentes países do Leste Asiático utilizavam sistemas ligeiramente distintos, principalmente:
- Eras chinesas
- Era japonesa
- Eras coreanas
- Eras vietnamitas

Uma prática semelhante perdurou no Reino Unido até bem recentemente, mas somente para escritos oficiais formais: na vida cotidiana, o ano comum d.C. tem sido usado há muito tempo, mas os Atos do Parlamento eram datados conforme os anos do reinado do monarca atual, de modo que "61 & 62 Vict c. 37" refere-se ao Ato do Governo Local (Irlanda) de 1898 aprovado na sessão do Parlamento no 61º/62º ano do reinado da Rainha Vitória.

### Historiografia
"Era" pode ser usado para se referir a períodos bem definidos na historiografia, como a era romana, a era elisabetana, a era vitoriana, etc. O uso do termo para períodos mais recentes ou história tópica pode incluir a era soviética e "eras musicais" na história da música popular moderna, como a "era das grandes bandas", "era das discotecas", etc.